# Маківка (Феодосійський район)
Ма́ківка (до 1945 року — Конрат, крим. Qoñrat) — село Феодосійського району Автономної Республіки Крим. Розташоване в центрі району.
З 2014 року незаконно анексоване Російською Федерацією.

## Населення
Згідно з переписом УРСР 1989 року чисельність наявного населення села становила 239 осіб, з яких 111 чоловіків та 128 жінок.
За переписом населення України 2001 року в селі мешкало 279 осіб.

### Мова
Розподіл населення за рідною мовою за даними перепису 2001 року:
| Мова              | Відсоток |
| ----------------- | -------- |
| кримськотатарська | 46,78 %  |
| російська         | 37,97 %  |
| українська        | 14,24 %  |
| румунська         | 0,68 %   |
| інші              | 0,33 %   |